# 方栢倫
方栢倫（Fong Pak Lun，1993年4月14日—），生於香港，香港足球運動員，司職左後衛。

## 早年生活
方栢倫生於香港，自9歲加入大埔青苗計劃師承教練李志堅，並曾於青年時代奪得曼聯超級盃最有價值球員和Nike五人足球賽神射手，聞名全港青少年賽事，隨後他在學界代表喇沙書院時闖出名堂與拔萃男書院好朋友袁振昇在學界賽事中，獲傳媒冠以「喇沙小志強」與「男拔戴志偉」的外號。

## 球會生涯
2008年，年僅15歲的方栢倫加盟由李志堅執教的丙組地區球會深水埗，更錄得14球進帳，直到2009/10年度球季協助深水埗奪得丙組聯賽冠軍，首度升班上乙組作賽，到2010/11年度球季，再協助深水埗奪得乙組聯賽冠軍，於兩個球季內助球會由丙組升上頂級聯賽，而他於2011年11月24日對南華的高級組銀牌八強次回合後備入替，接應長傳單刀射成1–1，取得職業生涯首個入球，但最終深水埗以1–2落敗出局。
結果深水埗在首季頂級聯賽只得6分，在10支球隊中敬陪末席，在甲組只角逐一季便要降回乙組作賽，而護級失敗降班後方栢倫跟隨教練李志堅及隊友加盟新成立的日資球會橫濱FC香港，而方栢倫於2013年季初獲李志堅建議轉型左後衛，並於2013年4月13日主場對屯門的聯賽取得加盟後的首個入球，可是最終橫濱以2–4落敗。
20歲的方栢倫與李毅凱在天津東亞運動會後，搶鏡的表現獲兩間中甲球會有意將其收歸旗下，他獲由前中國國腳李金羽所執教的中甲球會瀋陽中澤賞識，直到2014年2月瀋陽中澤與橫濱FC香港達成協議，以10萬港元轉會費用收購方栢倫並簽約兩年，而方栢倫在2013年2月23日協助橫濱以4–1擊敗標準流浪後，向球迷致謝更被隊友拋上半空告別，在第二場比賽便迅即獲得正選上陣機會，只可惜半場比賽便已經被換走，及後只能苦苦等待機會，直到對石家莊永昌的比賽重新躋身正選陣容中，無奈僅在首季因受傷以及球會內的人事變動，令到方栢倫在整個球季的上陣次數寥寥可數，最終更因為瀋陽中澤的集團撤資，未能按中國足協要求於限期前補發職球員欠薪，使被取消註冊球員可自由轉會，最終散班收場，事後中甲升班馬球會江西聯盛曾邀請方栢倫試腳，但他經視察當地環境後未合符預期，到2015年1月15日與瀋陽中澤解約。
結果在2015年1月16日，方栢倫回歸港超聯球會YFC澳滌，並於1月17日回港後首場對和富大埔賽事中後備上陣，他在5月9日對傑志的聯賽中，取得回歸球會後的首個入球，最終協助澳滌以3–2勝出，到球季尾，方栢倫助球會取得季後附加賽資格，但可惜球會不敵南華無緣亞洲賽，最終澳滌仍因贊助商撤資而散班收場。
在2015年夏季，方栢倫再隨李志堅教練加盟港超聯球會香港飛馬，而他在2016年2月29日作客南華的聯賽中，取得加盟後的首個入球，最終協助飛馬以2–0勝出，到季尾到更香港飛馬在四日內連奪足總盃及菁英盃冠軍。
2018年夏天，方栢倫加盟港超聯球會理文。
2019年夏天，方栢倫加盟港超聯球會富力R&F。
2020/21年度球季，因富力散班，方栢倫重返於2015至18年曾效力的球會天水圍飛馬。
2021/22年度球季，方栢倫離開職業足球，改為效力香港甲組聯賽球會和富大埔。

## 國際賽生涯
2008年10月29日，年僅15歲效力丙組深水埗前鋒方栢倫更是「越級」入選香港全運足球代表隊，但被教練黎新祥安排出任左閘，黎新祥表示，香港隊前鋒球員較多，方倫現時踢法太個人主義，故先安排他踢青年軍曾踢過的左閘位置。
2012年2月，年僅18歲的方栢倫獲得香港隊主帥摩力克青睞，入選香港足球代表隊的21人名單。可是方栢倫於對中華台北的友賽下半場入替後，於前線傳球失誤頻頻，他於比賽後感到失望至流淚。隊中前輩陳肇麒指出：「新舊交替是必經階段，總不會永遠由我們這一批人踢下去，個別新人可能有點緊張，但每人都需要時間成長。」摩力克亦為方栢倫辯護：「方栢倫雖然表現緊張，但是他的位置感很好，值得繼續期待。」
2016年5月23日，方栢倫入選香港代表隊的決選名單，出戰在緬甸仰光舉行的緬甸AYA銀行盃2016。2016年6月3日，AYA銀行盃2016，香港在法定時間以2–2賽和越南，但最終香港在互射12碼階段以3–4不敵越南，只能角逐季軍戰，方栢倫正選上陣並打足全場。

## 球場以外
方栢倫自小已培養出大食的習慣，比其他人早發育一個人能吃4至5人的分量，所以當時比同齡小朋友高出成個頭，畢業於喇沙書院以7科合格中文，英文與數學及會計均考取獲得第3級的成績，獲得香港理工大學的取錄，而休學一年後，於2013年起修讀金融服務學士，現時於香港理工大學修讀中文及雙語學系，為未來日子提供保障，方栢倫轉型左後衛後視馬些路及華倫西亞等攻擊型翼衞為偶像，方栢倫未有Facebook及Instagram等社交網站帳號。

## 榮譽
香港飛馬
- 香港足總盃冠軍（2015–16季度）
- 香港菁英盃冠軍（2015–16季度）
- 香港菁英盃亞軍（2016–17季度）

理文
- 香港菁英盃冠軍（2018–19季度）

香港代表隊
- 港澳埠際賽冠軍（2012、2013、2014、2015、2017年）
- 省港盃冠軍（2018年）

## 國際賽事紀錄
- 僅列出國際A級比賽

| 上陣次數 | 時間          | 地點                          | 對手     | 比數             | 賽事性質      | 入球(累計) |
| -------- | ------------- | ----------------------------- | -------- | ---------------- | ------------- | ---------- |
| 1        | 2012年2月29日 | 香港 旺角大球場               | 中華臺北 | 5–1              | 國際友誼賽    | 0 (0)      |
| 2        | 2016年6月3日  | 緬甸 杜瓦納體育場             | 越南     | 2–2 (十二碼 3–4) | AYA銀行盃2016 | 0 (0)      |
| 3        | 2016年6月5日  | 緬甸 杜瓦納體育場             | 緬甸     | 0–3              | AYA銀行盃2016 | 0 (0)      |
| 4        | 2016年10月7日 | 柬埔寨 金邊國家奧林匹克體育場 | 柬埔寨   | 2–0              | 國際友誼賽    | 0 (0)      |

## 外部連結
- 香港足球總會網頁球員註冊資料 （页面存档备份，存于）